# アメージング・レース
『アメージング・レース』（The Amazing Race）とは、アメリカ合衆国CBSのリアリティ番組シリーズである。司会はニュージーランド出身のフィル・コーハン（Phil Keoghan）。2003年から2009年まで7年連続でエミー賞（リアリティ番組部門）を受賞した。
エリーゼ・ドガニエーリ（Elise Doganieri）とバートラン・ファン・ミュンスター（Bertram van Munster）によって企画立案され、2001年から最初のシリーズが全米で放映された。「Outstanding Reality-Competition Series award（実際の競争の模様を放送する著名な番組シリーズの賞、の意）」を2003年から2012年まで、2010年を除いて計九回の受賞（2010年はトップ・シェフが受賞している）など、エミー賞各賞を受賞している。
アメリカ・CBS以外にも、アジア版（アメージング・レース・アジア）、ブラジル版、中央ヨーロッパ版、イスラエル版、ラテンアメリカ版、中国国内版、オーストラリア版が制作・放送されている。（ただし、中央ヨーロッパ版は製作が発表されたものの、放送の発表がないまま公式サイトも消滅している）。
以下は、特に説明がない限りアメリカ版の説明であり、「第○シーズン」と記述してある場合「アメリカ版の第○シーズン」を指す。

## 日本での放送
日本ではAXNの『AXN Sunday Prime』枠にて、2007年1月7日よりアメリカ版が放送開始。2008年にはアジア版の第2シーズンも放送された。放送はすべて日本語字幕つきで、司会者のみ吹き替えとなっている。現在は日本での放送権が切れた為、その後のシーズンは放送されていない。
- 日本・AXNでの放送（「アジア版」以外はすべてアメリカ版）
  - 2007年1月7日～ 第4シーズン
  - 2007年10月21日～ 第5シーズン
  - 2008年1月27日～ アジア版第2シーズン
  - 2008年5月4日～ 第6シーズン
  - 2009年5月3日～ 第12シーズン
  - 2009年11月3日～ 第13シーズン
  - 2010年5月2日～ 第14シーズン
  - 2010年12月7日～ 第15シーズン
  - 2011年7月12日～ 第16シーズン

## レースについて
ゲームは2人1組の10～12チームで行われる（シーズン8のみ4人1組）。決められた所持金、番組から支給された最低限の荷物のみで、飛行機、タクシー、レンタカー、列車、船など様々な交通手段を使って指定された目的地へ移動、そこで再び指示を受け新たな目的地を目指す、という行程を繰り返し、最終ゴールに一番早く着いたチームに賞金100万ドルが授与される。途中競技者にはさまざまな課題や移動条件が課され、課題や条件をクリアしなければ先に進めない。また全行程はいくつかの「レッグ」に分かれており、各レッグの終点（「ピットストップ」と呼ばれる）ではそこに最後に到着したチームがその場で失格となる（ただし予め決められたいくつかのレッグでは失格者は出ない）。最終レッグまで勝ち残れるのは通常3チーム。
アメリカ版の場合、スタートとゴールはアメリカ国内であるが、毎回ルートは地球をほぼ一周し、30日近くをかけ約10ヶ国を訪れる。各地で出される課題は、地域の観光名所や文化、習慣などに基づくものが多く、番組内では地域の光景などが紹介される。

## ルールと用語
各項目名はアメリカ版に準じ、項目名の後の（）内は、日本のAXNで放送された際に使われた訳語。

### チーム
出場するチームは2人1組で構成される。2人は以下の項目をクリアしていなければチームになることは出来ない。
- 友人同士、ルームメイト、親子、兄弟姉妹、交際中のカップルや夫婦（同性愛を含む）など、何らかの「関係」があること。
- お互いを3年以上知っていること。
- 他のチームのメンバーを知らないこと。
  - 但しシーズン8は特例で、全チームが4人1組（両親の一人と子供その他）によるファミリー版レースであった。
- チームのメンバーはレース中、常に一緒に行動しなければならず、指示による場合以外は別々に行動することは許されない。またチーム内で負傷が出た場合など、レースの継続が困難とされた場合、チーム全員がリタイヤとなる。

### スタート
スタート時、全てのチームに番組から荷物と資金が与えられる。携帯電話も含め私物の持ち込みは基本的に禁止される。スタート地点には全チームが横一列で集められ、番組ホストのフィルの合図で全チームが一斉にスタートし、最初のクルー（後述）を得る。

### クルー（クルー、指示書）
クルーとは、封筒に入った指示書のこと。次に行くべき場所や課題などが記されている。各レッグのスタート時やタスク（後述）をクリアした際に渡されるほか、クルーで示された目的地に「クルーボックス」があって、中に新たなクルーが入っている場合もある。クルーが渡される場所や、クルーボックスを気づかずに通り過ぎて先に進んでしまった場合は、ピットストップにチェックインできず、番組ホストから回収していないクルーを取りに戻るように指示される。レッグ中に入手したクルーはそのレッグのピットストップに到着し、チェックインが完了するまで全て所持していなければならない。また、クルーボックスの中に入っているクルーの枚数は、初期のシリーズではそのレッグを競うチーム数と同じ枚数だけ入れられていたが、最近のシリーズでは現在の順位をクルーの残り枚数で特定できないようにチーム数より多くクルーを入れている。

### レッグ（セクション）
レッグとは、各ピットストップ（後述）間を指す。スタートから第1ピットストップまでが第1レッグ、第1ピットストップから第2ピットストップまでが第2レッグ。優勝チームを決定する最終ピットストップからゴールまではファイナルレッグと呼ばれる。おおむね1レッグが放送1回分。途中にはいくつものクルーや課題があり、全ての指示や課題をクリアしなければならない。

### レース中の移動手段と資金
船、レンタカー、バス、電車、タクシーなど、基本的に何を使ってもよい。クルーに特定の指示（徒歩や自転車など）がある時はそれに従わなければならない。クルーにある指示に違反するとペナルティ（後述）がある。飛行機などを使用する際にもどの航空会社でどこを経由するかなどは自由だが、航空券はエコノミー券のみと定められている。
各レッグでの移動手段に必要な資金や食事や物資の購入に必要な費用は各レッグ開始時に渡されるお金で賄わなければならない。各レッグごとにそのレッグに必要な資金だけ、レッグの始めにクルーとともに米ドルで渡される。そのレッグで余った資金は、次回以降のレッグに持ち越すことも出来る。また、航空券（シーズン8ではガソリン代も）については、あらかじめ渡されていたクレジットカードを使うことが出来る。このクレジットカードはほかの買い物には使用できない。また、資金が足りなくなった場合は、その国で違法にならない程度で、現地の人々や他の参加チームから金銭を請うなどの行為が許される。

### ルートマーカー
レース中にチームが向かわなければならない場所や、使用しなければならない道具や乗り物、クルーボックスなどに目印として配置される旗で、左右が黄色で中央が赤色の配色となっている。現在の配色となったのはシーズン2からで、シーズン1では左右が黄色で中央が白色の配色だった。また、シリーズやレースで訪問する国の事情によっては通常とは違う配色のルートマーカーを使用する場合もある。

### タスク
各チームは、レース中、クルーからチャレンジ（タスク）を与えられた場合、完了しなければ先に進めない。もし、気づかずに通り過ぎたり、きちんとこなさずに先に進んでも、ピットストップにチェックイン出来ず、戻って完了しなければならない。通常のクルーによって与えられるタスク以外には、以下の特別なタスクがある。
ディツアー（分かれ道）
2つのタスクのうちどちらか1つをクリアできれば完了。タスクのタイトルは英語で単語が微妙に違う。どちらのタスクにも長所短所があるようになっており、チームは基本的に自分たちが早く終えられそうなもの、または完了できそうな方を選ぶ。もし、選んだタスクが完了できないと判断した場合は、もう一方のタスクに乗り換えることも出来るが、初めに選んだタスクをしていた分の時間は無駄となる上、2つのタスクを行う場所が異なる場合その間の移動時間も大きなロスとなる。
ロードブロック
チームのうち1人のみで行う。ロードブロックのタスクを知る前に、クルーには「誰が一番おなかがすいている?」といったようにタスクにまつわるヒントが与えられ、（このタスクはダチョウの卵を食べるタスクであった）ヒントを参考に誰がそのタスクを行うかをきめなければならない。タスクをどちらが行うか宣言してからでないと、タスクの詳しい内容を読むことは許されないうえ、一度誰が行うか決めた後は、変更は許されない。シーズン6からは、両方のチームメンバーが6つずつ（全12）のタスクを行わなければいけなくなった（シーズン8のみ制限を撤廃）。また、シーズン16でロードブロックが2回配置されたレッグが初登場。2回目のロードブロックの担当者は、前のロードブロックでタスクをしていない人物がしないといけない。
ファストフォワード（近道権）
これをクリアすると以降のクルーを全て無視して、ディツアーやロードブロック無しに、次のピットストップへ直接行くことができるクルーを与えられる、大逆転のタスクである。シーズン4までは各レッグに1つずつ与えられていたが、シーズン5からは数が削減され、レースを通して最大でも2回までしか与えられないようになった。また、ファストフォワードが与えられるのは残り4チームで競うレッグまでである。
使用するかしないかはそれぞれのチームの自由であるが、各チームは全レース通じて1度しかファストフォワードを行うことが出来ない。また、1つのレッグのファストフォワードに複数のチームが挑戦した場合、ピットストップ行きのクルーが与えられるのは最初にタスクをクリアしたチームのみである。獲得に失敗したチームは通常ルートに戻らなければならないため、ファストフォワード地点までの移動時間やタスクに費やした時間が無駄となりタイムロスとなってしまう。
リスクを含め慎重に考えなければならない。また、ファストフォワードを得たからといって必ず1位になれるわけではなく、ファストフォワードのタスクをしている間に他のチームとの差が開いたり、初めからあまりにも差が空きすぎたりしていた場合、通常ルートを通っているチームの方がチェックインが速い場合もありうる。過去にはファストフォワードを使用しながら最下位となって脱落したチームもある。
スピードバンプ
シーズン12から導入。ノンエリミネーションレグの次のレグで現れるタスクで、ノンエリミネーションレグで最下位のチームが通常のタスクに加えて行わなければならない。スピードバンプを行う地点には、タスクを行わなければならないチームの写真が掲げられている。
スイッチバック
シーズン15で初登場。過去のシリーズで高難易度であったり、印象に残ったタスクが再登場するタスク。初登場となったシーズン15ではストックホルムレッグのロードブロックとして登場し、シーズン6であるチームが10時間以上掛かっても完了できず脱落へと追い込まれたタスクが再登場した。スイッチバックはシーズン16以降はしばらく登場しなかったが、シーズン20から再登場している。

### イールド（足止め権）
シーズン5からシーズン11まで採用。他チームを一定時間足止めさせることが出来るもので、各チームレース中1度のみ使用できる。イールドを使用したいチームは、レッグ途中に設けてあるイールド地点に用意されている写真の中から選んだイールドしたいチームの写真と、あらかじめ与えられている自分たちの写真シールの2つを貼りつける（自分達の写真シールをなくすと、イールドをすることは出来ない）。イールドされたチームは、イールド地点に到達したとき、砂時計をひっくり返して砂が完全に落ちるまで待たなくてはならない。ただし、効果があるのは、イールドを使用したチームより後から来るチームのみ。従って、自分達より先にイールド地点を通過したチームの写真を貼っても効果はない。以前のレッグでイールドされたことのあるチームを再びイールドの対象にすることは可能で、過去には複数回イールドされたチームもある。アメリカ版では、後述のUターンが導入されたシーズン12からは入れ替わる形で登場しなくなったが、他の海外のフォーマットではUターン導入後も採用しているところもある。

### Uターン
シーズン12から導入。ディツアー直後のクルーボックス前に設置され、他チームを完了していないディツアーを実行させるために引き返させることができるもので、イールドと同じく各チームレース中1度のみ使用できる。使用方法はイールドと同じで、Uターン地点に用意されている写真の中から選んだUターンしたいチームの写真と、あらかじめ与えられている自分たちの写真シールの2つを貼る（イールドと同じく、自分達の写真シールをなくすと、Uターンを使用することは出来ない）。Uターンされたチームは、Uターン地点に到着したとき、完了しなかったもう一方のディツアーを行うために戻らなければならない、すなわち指名されたチームはこのレッグの両方のディツアーを行うことになる。Uターンの効果を発揮出来る条件もイールドと同じで、効果があるのは、Uターンを使用したチームより後から来るチームのみ。またシーズン14からは「ブラインドUターン」というものも登場している。通常のUターンでは前述のように使用するチームは自分達の写真を貼ることで、自分達がUターンを使用したという意思表示をしなくてはならなかったが、ブラインドUターンは自分達の写真を貼る必要がなくなっている。つまりどのチームがUターンを使用したかが分からないようになっている。更には「W　Uターン」というものも登場し、今までは１チームのみだったが、これは２チームを引き返すことができる。また最近では、ipadを利用しての「Uターン」も存在する。

### インターセクション
シーズン10で初登場。この指示が出てから解除の指示が出るまでの間、2チームで行動しタスクが与えられた場合は協力して完了しなければならない。チームを組むまでインターセクションの指示が出された地点から先に進むことは許されず、パートナーとなる他のチームが到着するまで待たなければならない。また必ずしも順にきたチームと組まずにその後から来るチームと組む事もできる。つまりは、共に行動したいチームを待つ事もできる。人間関係が非常に問われる。インターセクション中にファストフォワードを獲得した場合は、ペアを組んでいる2チームそれぞれにピットストップ行きのクルーが与えられる。

### ピットストップ（中間ゴール）
ピットストップは、各レッグのゴールである。チームのメンバー全員がチェックインマットを踏んだ時点でゴールと認められる。各チームのゴール時には、番組ホストのPhil Keoghanにより「チェックイン」され、順位の通達を受ける。最下位のチームはその場で脱落となる（脱落者は出ない「ノンエリミネーションレッグ」というレッグもある）。またシーズン6より各レッグの中間点となるダブルレングスレッグの場合もある。
各チームはピットストップで休息したのち、それぞれゴールの丁度12時間後にそのピットストップより出発する（ただし例外あり）。つまり、前レッグで1位に35分の差をつけられ2位でチェックインした場合、次レッグでは1位チームの35分後に出発することになる。シーズン4までは同時ゴールが認められていたが、シーズン5以降は認められなくなった（例外があり、インターセクション中にファストフォワードを使った2チームには同時ゴールが認められた）。そしてほぼ同時に2チーム以上がついた場合、チームメイト2人が下の世界地図板についた順に順位がつけられ、出発する時は1分後のスタートになる。出発の際に、資金とクルーが与えられる。クルーを参考に、各関門をクリアし、次のピットストップを目指す。また、出発時刻に遅刻した場合は遅刻した分の時間は返還されない。
特定のレッグのトップチームには、旅行や自動車などの賞品や賞金が授与される場合もある（賞品等があることは到着まで知らされない。賞金・賞品はレース終了後に実際に渡される）。
ただし、自分たちが用意した荷物、パスポート、番組側から与えられるポーチを持ってこないとチェックインできず、戻って取りに行かなければならない。また、必ず所持していなければならない道具以外はピットストップへ持ってこなくてもペナルティはないが、チェックイン後に回収することができないため、以降のレッグではそれらの道具なしでレースを続けなければならない。
脱落チームの出るレッグにおいては、最下位チーム以外のチェックインが完了し、最下位チームがあまりにも離されている場合や、タスクを完了できる見込みがないと判断された場合は、それ以降の本来行うタスクなどをスキップして直接ピットストップへ向かうようにといったクルーが渡されたり、番組ホストが直接チームの元へ出向いて脱落を宣告する場合もある。
アメリカ版の過去のシリーズでは、ピットストップ以外にも脱落ポイントが設けられたシリーズもあった。

### ノンエリミネーションレッグ
「脱落のないレッグ」の意。このレッグに最下位となったとしても、脱落させられない。ただし、シーズン5からシーズン6では「所持金の没収と次回のレッグの資金の剥奪」、シーズン7からシーズン9は「所持金と所持品（パスポートとチェックイン時点で着ていた服は除く）を没収」、シーズン10からシーズン11は「次レッグで1位でチェックインできなければピットストップ到着時に30分のペナルティ」、シーズン12以降は「次レッグで新たなタスクが追加（スピードバンプ）」といったペナルティが課せられることとなった。

### ダブルレングスレッグ
シーズン6で初登場。レッグ2つ分がひとまとまりになったレッグ。前半レッグのピットストップ到着時にチェックインされず、番組ホストから新しいクルーが渡され、休憩なしでレースの続行を宣告される。ノンエリミネーションレッグと異なり、前半レッグのピットストップに最下位で到着したチームにペナルティは与えられない。後半レッグのピットストップに最下位で到着したチームが脱落となる。クルーにはダブルレングスレッグであるという情報は与えられないため、参加チームはピットストップに到着したときに初めてダブルレングスレッグであると知ることになる。

### その他のルール
チームはレース中、ルールにしたがって行動しなければならず、故意、偶然にかかわらず違反した場合はペナルティーが与えられる。これらのルールは公開されていないが、番組中に明らかになったものを以下に記す。
- 航空券はエコノミーで購入しなければならない。ただし、航空会社からビジネス・ファーストクラスに格上げされた場合は、エコノミー運賃を払っている限り違反ではない。
- チームはレース以前から知っている知人・友人・家族・親戚などと連絡してはいけない。ただし、レース中に偶然出会った場合（旅行代理店員など）は違反ではない。
- チームは、禁止された場合にお互いのタスクを助け合って行ってはいけない。ただし、特に禁止されていない場合については許可される。
- レース中、タバコを吸ってはいけない
- チームメンバーはお互いの20フィート（約6メートル10センチ）内にいなければならない。ただし、ロードブロック中を除く。
- 参加者の荷物はスタッフにより検査される場合がある。
- チームは滞在中の国の法律に従わなければならない。

### ペナルティ
クルーに従わないなどの何らかの違反をした場合、次のピットストップに到着してから、決められた時間が経過するまでチェックインができない。また、ノンエリミネーションレッグの最下位チームにペナルティが与えられた場合や、チェックイン後にルール違反が判明し、脱落チームの変更がない場合は次のレッグのスタート時に適用され、ペナルティの時間分繰り下げて出発となる。違反の内容によってはペナルティが与えられない代わりに、正しい手段でやり直してくるように指示される場合もある。シリーズの初期にはルール違反を行ったことで利益を得た時間を追加される場合もあった。以下、ペナルティーの種類と内容（時間）を記す。
- クルーに指定された交通手段を使用しない、禁止されている交通手段を使用した場合、30分（シーズン9のみ15分）
- 規定のコースにしたがって進まなかった場合、30分。ペナルティは与えられないが、番組ホストからコースを外れたところから正しいコースを通ってくるように指示される場合もある。
- クルーボックスから複数のクルーをとった場合、30分
- 他チームの車を使用した場合（他チームの所持品を盗んだ場合、の可能性あり）、30分
- 公共道路における速度違反、30分
- 故意偶然に関わらず他のチームの行うことを妨害したとき（タスクを実行するのに必要な道具を隠すなど）、30分
- クルーの指示違反、クルーに禁止されていた行為をした場合、30分
- 故意にロードブロックを放棄する場合、4時間。このケースのみピットストップではなくロードブロック地点でペナルティを消化する。ペナルティ時間が経過するまで先に進むことはできない。ロードブロック地点に到着していないチームがいる場合は、次のチームがロードブロック地点に到達してから換算。全チームがロードブロック地点に到着していた場合は、放棄を宣言した瞬間から換算される。
- 故意にディツアーを放棄する場合、シーズン1で発生したときは24時間のペナルティが与えられたが、後のシリーズで発生したときは6時間に短縮された。
- タスクを間違えて完了してしまった、また不完全の状態で次のクルーに到達した場合、ペナルティーは与えられないが、そのタスクに戻ってやり直さなければならない。（例外があり、シーズン1でクルーボックスを見逃したにもかかわらず、ピットストップに到達したときは、1時間のペナルティーが与えられた。
- チームの車が不慮に故障した場合、代替車を請求することが出来るが、その場合、代えの車を与えられるまでの時間は返還されない。このルールはシーズン2で代替車に関してルールの混乱があったことから、シーズン3より追加された。
- スタッフのミスで時間のロスが生じたときには、そのロスは返還される（つまり、30分ロスされた場合はピットストップに30分早く着いたこととされ、次のレッグのスタート時にタイムロス分繰り上げて出発となる）が、例外もある。
- 予め支給される資金が足りなくなったときその国で違法にならない程度に、賄って貰えるが、料金の不足分を私物を渡して補った場合は2時間のペナルティがある。
- 回収し忘れたクルーがある場合、ペナルティは与えられないが、クルーを回収してこなければならない。
- タクシー代を払わないままピットストップへ向かった場合、ペナルティは与えられないが、タクシー代を精算しに戻らなければならない。

## 賞金
最終的に1位でゴールしたチームには賞金US$1,000,000（約1億円相当）が贈られる。その他のチームには、そのチームの順位・脱落した順番に応じて賞金が授与される。

## レースの行われた国・地域の一覧

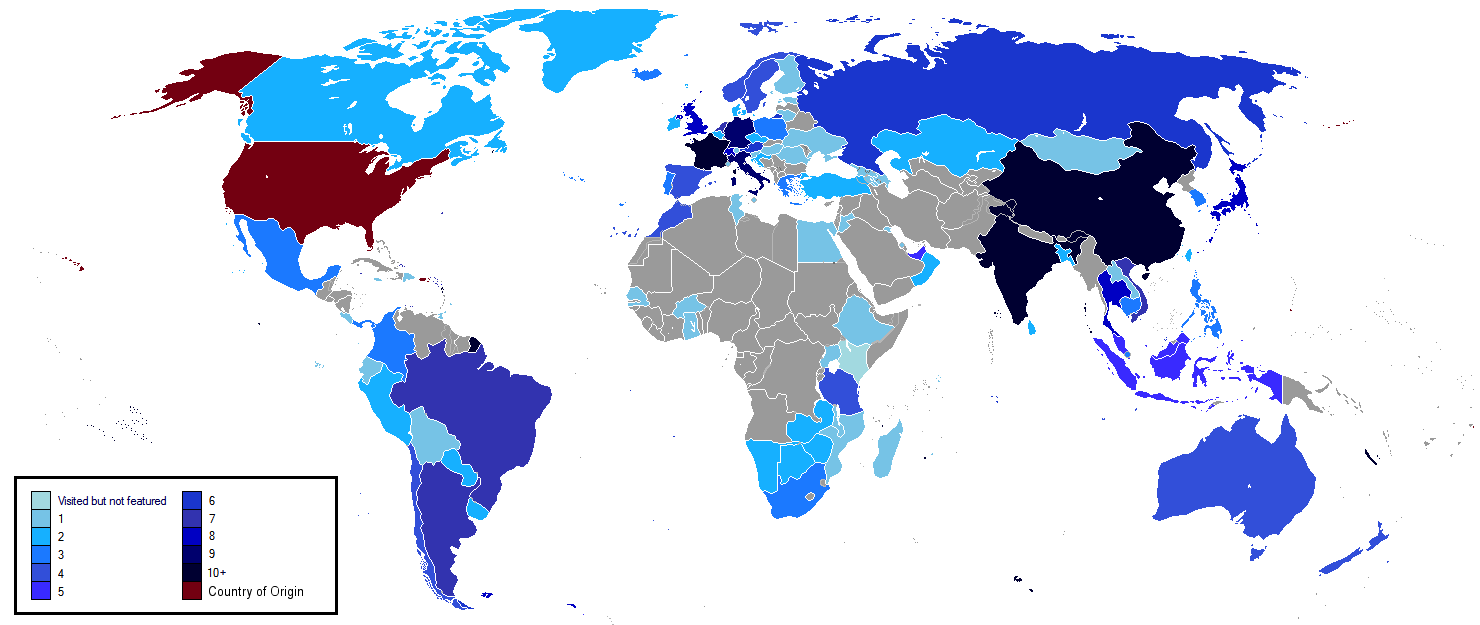
色のついている場所がレースの行われた国・地域

| 大陸       | 国・地域 |
| ---------- | --- |
| 北アメリカ | カナダ、コスタリカ、ジャマイカ、メキシコ、パナマ、アメリカ合衆国（アラスカ、グアム、ハワイ、プエルトリコ含む） |
| 南アメリカ | アルゼンチン、ボリビア、ブラジル、チリ、エクアドル、パラグアイ、ペルー、ウルグアイ |
| ヨーロッパ | オーストリア、ベルギー、クロアチア、チェコ共和国、デンマーク、エストニア、フィンランド、フランス（コルシカ島、フランス領ポリネシア含む）、ドイツ、ギリシャ、ハンガリー、アイスランド、アイルランド、イタリア（シチリア島含む）、リトアニア、リヒテンシュタイン、オランダ、ノルウェー、ポーランド、ポルトガル、ルーマニア、ロシア連邦（シベリア含む）、スペイン、スウェーデン、スイス、トルコ、ウクライナ、イギリス（イングランド、スコットランド、北アイルランド含む）、バチカン市国 |
| アフリカ   | ボツワナ、ブルキナファソ、エジプト、エチオピア、ガーナ、ケニア、マダガスカル、マラウイ、モーリシャス、モロッコ、モザンビーク、ナミビア、セネガル、セイシェル、南アフリカ共和国、タンザニア（ザンジバル島含む）、チュニジア、ザンビア |
| アジア     | アゼルバイジャン、バングラデシュ、カンボジア、中華人民共和国（香港、澳門含む）、インド、インドネシア、日本、カザフスタン、クウェート、マレーシア（サバ州含む）、モンゴル国、オマーン、フィリピン、シンガポール、大韓民国、スリランカ、台湾、タイ王国、アラブ首長国連邦、ベトナム |
| オセアニア | オーストラリア、ニュージーランド |

※順はen:The Amazing Race (US TV series)による。

※上記はルートマーカー、ロードブロックなどのタスク、ピットストップなどがあった国・地域である。

※飛行機の乗り換えなどで立ち寄ったのみのバーレーン、ブルガリア、ラトビア、カタール、は除く。

## その他
シーズン13での中間ゴール地点では、番組ホストのフィル・コーハンの実の父親も登場した。（フィルの出身地ニュージーランドでのセクション）
また、シーズン16ではシンガポールの回で、アジア版のホストアラン・ウーもクルーを渡す一人として登場した。
そのほかにも、近シーズンでは有名人が多く出ている。
さらには、2010年には中国を舞台にした一カ国限定のレースを実施した（国間の移動はなし）。出場者は中国以外の国から出場し、ホストはアラン・ウーが務めた。ちなみに優勝チームは世界一周旅行が送られる。

## 各シーズンの詳細
- アメージング・レース1
- アメージング・レース2
- アメージング・レース3
- アメージング・レース4
- アメージング・レース5
- アメージング・レース6
- アメージング・レース7
- アメージング・レース8 - ファミリー大会
- アメージング・レース9
- アメージング・レース10
- アメージング・レース11 - シーズン1から10までのチームによるオールスター大会
- アメージング・レース12
- アメージング・レース13
- アメージング・レース14
- アメージング・レース15
- アメージング・レース16
- アメージング・レース17
- アメージング・レース18 - シーズン12から17までの優勝を逃したチームによるオールスター大会
- アメージング・レース19
- アメージング・レース20
- アメージング・レース21
- アメージング・レース22
- アメージング・レース23
- アメージング・レース24 - オールスター大会
- アメージング・レース25
- アメージング・レース26